# 사라의 미로여행
《사라의 미로여행》(영어: Labyrinth)은 1986년에 개봉한 미국과 영국 합작의 모험 환타지 영화이다. 짐 헨슨이 감독하고 조지 루커스가 총괄 제작을 맡았으며 브라이언 프라우드가 설계한 개념에 기초하여 테리 존스가 각본을 썼다. 이 영화는 헨슨과 프라우드의 공동 작업으로 시작되었다.
16세 소녀 세라(제니퍼 코널리 분)가 고블린왕(데이비드 보위 분)에게 납치된 아기 동생 토비를 구출하기 위해 거대한 별세계 미궁의 중심에 도달하려고 탐색하는 이야기이다. 코널리와 보위 외 배역 대부분은 짐 헨슨의 크리처 샵에서 제작한 인형들이 연기했다.

## 줄거리
16살 세라는 새엄마가 낳은 이복동생 아기 토비가 아끼는 테디 베어 랜슬롯을 차지하고 끊임없이 울어대자 자신이 읽던 책 "미궁"(The Labyrinth)에 나오는 고블린들이 토비를 데려가버렸으면 좋겠다고 소원을 빈다. 소원이 실행되어 토비가 사라지고 세라 앞에 고블린왕 재러스가 나타나더니 세라가 자신의 미궁을 풀고 그 안에 숨겨놓은 토비를 13시간 안에 찾아내지 못한다면 토비가 영영 고블린이 되고 말 거라고 말한다. 그렇게 미궁에 들어가게 된 세라는 난쟁이, 괴물을 만나 친구가 되고, 훼방을 놓으려고 애쓰는 재러스의 갖은 술수를 친구들과 함께 헤쳐나간다.

## 출연진
- 데이비드 보위 - 재러스 역
- 제니퍼 코널리 - 세라 윌리엄스 역
- 케니 베이커, 워릭 데이비스 - 고블린 군단 역
- 브라이언 헨슨 - 호글 (인형, 목소리) / 고블린 (목소리 ) 역
- 프랭크 오즈 - 현자 (인형) 역
- 케빈 클래시 - 경비 1 (인형) / 파이어리 1 (인형, 목소리 ) / 앰브로시어스 (인형) 역
- 퍼시 에드워즈 - 앰브로시어스 (목소리) 역
- 존 블루솔 - 고블린 (목소리) 역
- 케리 셰일 - 고블린 (목소리) 역

## 기타 제작진
- 총괄 제작: 조지 루커스

## 우리말 녹음
SBS 성우진 (1994년 7월 24일)
- 오세홍 - 재러스 (데이비드 보위)
- 이재정 - 세라 (제니퍼 코널리)
- 황원
- 김기현
- 한상혁
- 이재명
- 최옥희
- 이성
- 조동희
- 김순선
- 최상기
- 이윤선
- 정동열
- 유해무
- 이호인
- 안종익
- 이대영